# Super Bowl XVI
Super Bowl XVI je bio završna utakmica 62. po redu sezone nacionalne lige američkog nogometa. U njoj su se sastali pobjednici AFC konferencije Cincinnati Bengalsi i pobjednici NFC konferencije San Francisco 49ersi. Pobijedili su 49ersi rezultatom 26:21, kojima je to bio prvi osvojeni naslov.
Utakmica je odigrana na stadionu Pontiac Silverdome u Pontiacu u Michiganu, kojem je to bilo prvo domaćinstvo Super Bowla.

## Tijek utakmice
| Četvrtina | Vrijeme | Momčad | Informacija o promjeni rezultata                                                    | Rezultat | Rezultat |
| Četvrtina | Vrijeme | Momčad | Informacija o promjeni rezultata                                                    | Bengals  | 49ers    |
| --------- | ------- | ------ | ----------------------------------------------------------------------------------- | -------- | -------- |
| 1         | 5:52    | SF     | touchdown probijanjem (Montana), uspješan pokušaj za dodatni poen (Wersching)       | 0        | 7        |
| 2         | 6:53    | SF     | touchdown dodavanjem (Montana-Cooper), uspješan pokušaj za dodatni poen (Wersching) | 0        | 14       |
| 2         | 0:15    | SF     | field goal (Wersching)                                                              | 0        | 17       |
| 2         | 0:02    | SF     | field goal (Wersching)                                                              | 0        | 20       |
| 3         | 11:25   | CIN    | touchdown probijanjem (Anderson), uspješan pokušaj za dodatni poen (Breech)         | 7        | 20       |
| 4         | 10:06   | CIN    | touchdown dodavanjem (Anderson-Ross), uspješan pokušaj za dodatni poen (Breech)     | 14       | 20       |
| 4         | 5:25    | SF     | field goal (Wersching)                                                              | 14       | 23       |
| 4         | 1:57    | SF     | field goal (Wersching)                                                              | 14       | 26       |
| 4         | 0:16    | CIN    | touchdown dodavanjem (Anderson-Ross), uspješan pokušaj za dodatni poen (Breech)     | 21       | 26       |

## Statistika utakmice

### Statistika po momčadima
| Statistika                                                      | Cincinnati Bengals | San Francisco 49ers |
| --------------------------------------------------------------- | ------------------ | ------------------- |
| Prvih pokušaja                                                  | 24                 | 20                  |
| Ukupno osvojenih jardi                                          | 356                | 275                 |
| Broj napada probijanjem                                         | 24                 | 40                  |
| Ukupno jardi osvojenih probijanjem                              | 72                 | 127                 |
| Broj napada s kompletiranim dodavanjem/ukupno napada dodavanjem | 25/34              | 14/22               |
| Ukupno jardi osvojenih dodavanjem                               | 284                | 148                 |
| Izgubljenih lopti                                               | 4                  | 1                   |
| Prekršaji (izgubljenih jardi)                                   | 8 (57)             | 8 (65)              |
| Vrijeme posjeda lopte (min:s)                                   | 29:26              | 30:34               |

### Statistika po igračima
| Quarterback        | Dodavanja* | Yds** | TD*** | Int**** |
| ------------------ | ---------- | ----- | ----- | ------- |
| Ken Anderson (CIN) | 25/34      | 300   | 2     | 2       |
| Joe Montana (SF)   | 14/22      | 157   | 1     | 0       |

Napomena: * - broj kompletiranih dodavanja/ukupno dodavanja, ** - ukupno jardi dodavanja, *** - broj touchdownova (polaganja), **** - broj izgubljenih lopti